# Carla Prina
Carla Prina (Como, 5 de diciembre de 1911- Cossonay, 28 de marzo de 2008) fue una pintora perteneciente al movimiento de arte abstracto italiano. Fue integrante del Grupo Abstraccionista de Como (Italia) y de la Escuela de Altamira (España). 

## Trayectoria
En el año 1932, Carla Prina se trasladó de su ciudad natal, Como, a Milán para estudiar en la Academia de Bellas Artes de Brera y en el Instituto de Alta Cultura donde se graduó en pintura en 1936. A finales de los años treinta, instalada nuevamente en su ciudad de origen, explora el camino de la pintura abstracta donde, junto a artistas, arquitectos y arquitectas como Manlio Rho, Mario Radice, Aldo Galli y Carla Badiali, fundó el Grupo de Abstraccionistas de Como (Astrattisti Comaschi). En este ambiente conoció a Alberto Sartoris, arquitecto y teórico futurista, con el que contrajo matrimonio en 1943.
Carla Prina realizó exposiciones por toda Europa, entre las que destacan la realizada en la Bienal de Venecia (1942) y en la Cuadrienal de Roma (1955), junto con sus colegas Manilo Rho, Mario Radice, Carla Badiali y Aldo Galli. Sin embargo, a diferencia de sus compañeros abstraccionistas, la obra de Prina no se pudo ver en Estados Unidos hasta después de su fallecimiento, en una exposición póstuma organizada por la Shin Gallery de Nueva York. 
La pintora italiana fue, asimismo, una de las pocas artistas abstractas que se dio a conocer en España durante el franquismo, formando parte de la Escuela de Altamira, fundada en 1948 por Mathias Goeritz. Un espacio que atrajo a un conjunto de artistas con el objetivo de recuperar la modernidad de los años treinta en España. Aquí Prina colaboró con artistas como Joan Miró o Pancho Cossio y formó parte de la Segunda Semana del Arte de la Escuela de Altamira, con una exposición en la Sala Proel de Santander (1950), así como en sendas exposiciones durante el III Salon de Mai en Barcelona (1959) y en el Ateneo de Madrid (1964). El grupo de la Escuela de Altamira editó la Revista Bisonte y sus integrantes fueron los primeros en hablar de arte abstracto en la España de la postguerra.
En el año 1950, Carla Prina visitó Canarias invitada por Eduardo Westerdalh, al que había conocido en la Escuela de Altamira. Westerdalh estaba interesado en crear un centro de arte contemporáneo en las islas, y para tal fin se encontraba en ese momento organizando encuentros con diversos artistas. En diciembre de 1965, Prina expuso en el Círculo de Bellas Artes de Santa Cruz de Tenerife junto con otras once mujeres haciendo historia, al ser la primera exposición en las Islas y la segunda en España conformada exclusivamente por mujeres artistas. La exposición contó con cinco artistas canarias: Eva Fernández y María Belén Morales, de Tenerife; y Lola Massieu, Jane Millares y Manón Ramos, de Gran Canaria, y otras de distintas procedencias más allá de las islas: Birgitta Bergh (Finlandia), Quita Brodhead (EEUU), Celia Ferreiro (Jaén), Vicki Penfol (Polonia), Carla Prina (Italia), Tanja Tamvelius (Suecia) y Maud Westerdahl (Francia).
A finales de los años ochenta, su obra fue abanderada por los referentes del arte abstracto francés y amigos personales de Prina, Robert y Sonia Delaunay

## Estilo artístico
Los comienzos de Carla Prina fueron figurativos, sin embargo, poco a poco su estilo derivó hacia formas abstractas en donde experimentaba con el color, las formas y las composiciones. En un primer momento, su estilo abstracto giraba en torno a formas geométricas para, posteriormente, derivar en figuras más elásticas en un proceso guiado por una búsqueda del equilibrio natural y la armonía. La Shin Gallery de Nueva York, que organizó una exposición póstuma de la artista en 2019, describió su estilo en los siguientes términos:

Sus obras se componen de formas geométricas de colores brillantes, colocadas metódicamente sobre papel o lienzo. Las formas bidimensionales del artista crean equilibrio y estructura ejemplificados a través de la delicada pero intencional aplicación de pintura. Sus formas flotantes y el uso de los colores evocan una armonía musical rica en luz y movimiento. Las formas geométricas de Prina se modifican a lo largo de los años y consisten en estructuras circulares, triangulares y rectangulares. Cuadros e infinidad de bocetos quedan como testimonio de su incansable progreso en la evolución de su estilo artístico. Hay una constante renovación de formas dentro de cada composición, ejemplificando la experimentación de Prina y la propuesta de nuevos modelos.
Shin Gallery de Nueva York, 2019

## Exposiciones individuales
- 2019    Nueva York, Shin Gallery[1]
- 2004    Milán, Galería Spaziotemporaneo
- 1992    Martigny, Fundación Luis Moret
- 1989    Carona, Galería La Loggia
- 1985    Martigny, Le Manoir
- 1981    Perroy, Galerías Zodiaque
- 1980    Como, Galería La Colonna
- 1980    Yverdon, Hôtel de Ville
- 1972    Morges, Galería Pro Arte. Centro de Arte Internacional
- 1964    Salón del Prado
- 1961    París, Galerie Hautefeuille
- 1953    Madrid, Galería Alcor
- 1950    Santander, Galería Proel
- 1950    Santa Cruz, Círculo de Bellas Artes
- 1950    Las Palmas, Gabinete Littèraire
- 1947    Lausana, Galería de la Guilde du Livre
- 1945    Saint Sephorin, Chambre Haute de l'Onde[8]